# Vespadelus
Vespadelus (Troughton, 1943) è un genere di pipistrelli della famiglia dei Vespertilionidi.

## Descrizione

### Dimensioni
Al genere Vespadelus appartengono pipistrelli di piccole dimensioni, con lunghezza della testa e del corpo tra 32 e 49 mm, la lunghezza dell'avambraccio tra 26,2 e 37,8 mm, la lunghezza della coda tra 24 e 42 mm e un peso fino a 8,3 g.

### Caratteristiche ossee e dentarie
Il cranio presenta una scatola cranica leggermente allargata, appiattita ed allungata, la regione post-orbitale è ampia. Le regioni sopra-orbitali sono leggermente allargate. Il rostro è corto, le arcate zigomatiche sono sottili. Il secondo incisivo superiore è bicuspidato, mentre il terzo è molto ridotto. L'osso penico è leggermente scanalato, con una coppia di lobi alla base e un'estremità smussata.
Sono caratterizzati dalla seguente formula dentaria:

### Aspetto
Questo genere è esternamente simile al genere Eptesicus. La pelliccia è lunga e densa. Il colore delle parti superiori varia dal color sabbia al nerastro, mentre le parti ventrali sono generalmente più chiare. Il muso è corto, leggermente rivolto all'insù e largo, con due masse ghiandolari sui lati. Gli occhi sono piccoli. Le orecchie sono piccole, triangolari, con il margine anteriore convesso, mentre quello posteriore è concavo all'estremità e convesso alla base. Il trago è sottile, con il margine anteriore diritto, la punta arrotondata, il margine posteriore convesso e con un lobo basale posteriore poco sviluppato. La coda è lunga e inclusa completamente nell'ampio uropatagio. Le varie specie si distinguono per la forma del pene.

## Distribuzione e Habitat
Il genere è diffuso in Australia e in Tasmania.
Si distinguono in forme che si rifugiano principalmente all'interno di grotte e altre che preferiscono le cavità degli alberi e talvolta in edifici.

## Tassonomia
Il genere comprende 9 specie.
- Forme prevalentemente cavernicole.
  - Vespadelus caurinus
  - Vespadelus douglasorum
  - Vespadelus finlaysoni
  - Vespadelus troughtoni
- Forme prevalentemente forestali.
  - Vespadelus baverstocki
  - Vespadelus darlingtoni
  - Vespadelus pumilus
  - Vespadelus regulus
  - Vespadelus vulturnus